# 伊万·斯特列利琴科
伊万·伊万诺维奇·斯特列利琴科（烏克蘭語：Iван Iванович Стрельченко，1932年—2003年）是乌克兰苏维埃社会主义共和国矿工，矿厂负责人，两次荣获社会主义劳动英雄荣誉称号。

## 生平
1932年出生于乌克兰苏维埃社会主义共和国赫尔松州戈拉亞普里斯坦區里巴利切村。在海军服过兵役。
1955年，开始在“特鲁多夫斯卡亚”矿厂工作。1957年起担任队长。1959年转正为苏共党员。1974年毕业于顿涅茨克理工学院（现顿涅茨克国立技术大学），获得采矿工程学位。1976年成为厂长，带领团队于1977年生产了超过100万吨的煤炭。2003年5月21日因心肌梗死在顿涅茨克去世。
第七至十一届苏联最高苏维埃代表。
顿涅茨克荣誉市民（1982年）、戈拉亞普里斯坦荣誉市民（1986年）。